# NGC 5947
NGC 5947 est une galaxie spirale barrée située dans la constellation du Bouvier. Sa vitesse par rapport au fond diffus cosmologique est de 6 020 ± 7 km/s, ce qui correspond à une distance de Hubble de 88,8 ± 6,2 Mpc (∼290 millions d'al). NGC 5947 a été découverte par l'astronome français Édouard Stephan en 1884.
En raison d'une brillance de surface égale à 14,10 mag/am2, on peut qualifier NGC 5947 de galaxie à faible brillance de surface (LSB en anglais pour low surface brightness). Les galaxies LSB sont des galaxies diffuses (D) avec une brillance de surface inférieure de moins d'une magnitude à celle du ciel nocturne ambiant.
La classe de luminosité de NGC 5947 est II-III. Selon la base de données Simbad, NGC 5947 est une galaxie à noyau actif.